# Коритница (Толмин)
Коритница (словен. Koritnica, итал. Coritenza) је насељено место у општини Толмин, Горишка регија, Словенија.

## Историја
До територијалне реорганизације у Словенији била је у саставу старе општине Толмин.

## Становништво
У попису становништва из 2011. године, Коритница је имала 148 становника.
| Број становника према пописима | Број становника према пописима | Број становника према пописима |
| ------------------------------ | ------------------------------ | ------------------------------ |
| 1991                           | 2002                           | 2011                           |
| 209                            | 179                            | 148                            |

## Галерија
- пејзаж
- сеоске куће